# Stambolijski
Stambolijski (búlgaro:Стамболийски) é uma cidade da Bulgária, localizada no distrito de Plovdiv. A sua população era de 11,721 habitantes segundo o censo de 2010.

## População
| Stambolijski | Stambolijski | Stambolijski | Stambolijski | Stambolijski | Stambolijski | Stambolijski | Stambolijski | Stambolijski | Stambolijski | Stambolijski | Stambolijski | Stambolijski | Stambolijski | Stambolijski | Stambolijski | Stambolijski | Stambolijski | Stambolijski | Stambolijski |
| --- | ------------ | ------------ | ------------ | ------------ | ------------ | ------------ | ------------ | ------------ | ------------ | ------------ | ------------ | ------------ | ------------ | ------------ | ------------ | ------------ | ------------ | ------------ | ------------ |
| Ano | 1887         | 1910         | 1934         | 1946         | 1956         | 1965         | 1975         | 1985         | 1992         | 2001         | 2002         | 2003         | 2004         | 2005         | 2006         | 2007         | 2008         | 2009         | 2010         |
| População |              |              |              | …            | …            | 12,804       | 13,313       | 13,444       | 13,015       | 12,580       | 12,490       | 12,315       | 12,240       | 12,141       | 12,045       | 12,015       | 11,924       | 11,838       | 11,721       |
| Fontes: Instituto Nacional de Estatísticas, „citypopulation.de“, „pop-stat.mashke.org“, Bulgarian Academy of Sciences |              |              |              |              |              |              |              |              |              |              |              |              |              |              |              |              |              |              |              |